# Adriano Giannini
Adriano Giannini (ur. 10 maja 1971 w Rzymie) – włoski aktor i asystent reżysera, także aktor głosowy.

## Życiorys
Urodził się w Rzymie we Włoszech jako syn aktorki, reżyserki, scenarzystki Livii Giampalmo i aktora Giancarla Gianniniego. Miał starszego brata Lorenzo (ur. 1967), który zmarł w 1987 w wieku 19 lat i pół roku na tętniaka. Miał zaledwie cztery lata, gdy w 1975 jego rodzice rozwiedli się. 
W wieku 18 lat, nie zainteresowany karierą filmową, przyjął zaproponowaną mu przez matkę propozycję asystenta operatora przy podczas realizacji jej telewizyjnej komedii Ewelina i jej dzieci (Evelina e i suoi figli, 1989), a następnie krótkometrażowego obrazu romantycznego Clive’a Donnera Do widzenia, Rzymie (Arrivederci Roma, 1990) z udziałem Elsy Martinelli i Gordona Thomsona. Przez 10 lat pracował jako asystent operatora i operator kamery przy różnych produkcjach. Był asystentem reżysera i wspierał na planie filmowym: dreszczowca Antonio Bido Błękitne tornado (Blue Tornado, 1991) z Dirkiem Benedictem, komedii kryminalnej Eugene’a Levy’ego Była sobie zbrodnia (Once Upon a Crime..., 1994) z Johnem Candy, dreszczowca Giuseppe Tornatore Czysta formalność (Una Pura formalità, 1994) z Gérardem Depardieu i Romanem Polańskim, dramatu Olivera Parkera Otello (1995), komedii przygodowej Wyspa piratów (Cutthroat Island, 1995) z Geeną Davis, dreszczowca katastroficznego Roba Cohena Tunel (Daylight, 1996) z Sylvestrem Stallone i Viggo Mortensenem, dramatu biograficznego Marshalla Herskovitza Uczciwa kurtyzana (Dangerous Beauty, 1998), komedii fantasy Michaela Hoffmana Sen nocy letniej (1999) z Michelle Pfeiffer oraz dramatu kryminalnego Anthony’ego Minghellę Utalentowany pan Ripley (The Talented Mr. Ripley, 1999) z Mattem Damonem, Jude Law i Gwyneth Paltrow.
Swoją karierę artystyczną rozpoczął jako model i studiował aktorstwo na Uniwersytecie La Sapienza. Po raz pierwszy wystąpił w roli aktorskiej jako Marco w komedii Citroenem ku rewolucji (Alla rivoluzione sulla due cavalli, 2001), który od razu wzbudził zainteresowanie publiczności i krytyki. W 2002 zagrał tę samą rolę, którą odegrał jego ojciec w 1974, czyli młodego sycylijskiego marynarza, który trafia na bezludną wyspę z rozkapryszoną damą w komedii romantycznej Guya Ritchie Rejs w nieznane (Swept Away, 2002) przyniosła mu nominację do antynagrody Złotej Maliny dla najgorszego aktora oraz otrzymał Złotą Malinę za najgorszą ekranową parę z Madonną. W 2015 zdobył dwie nominacje do Nastro d’argento dla najlepszego aktora drugoplanowego za rolę Lorenzo w dreszczowcu Lodowy Las (La foresta di ghiaccio, 2014) i za postać aroganckiego Manuela w dramacie kryminalnym Nie licz na litość (Senza nessuna pietà, 2014). W dramacie telewizyjnym Boris Giuliano – Policjant w Palermo (Boris Giuliano: Un poliziotto a Palermo, 2016) wystąpił jako Boris Giuliano. W serialu biograficznym Netflixa Supersex (2024) zagrał postać Tommasa, przyrodniego brata Rocco Siffrediego (Alessandro Borghi). 
W swojej karierze chętnie użyczał swojego głosu podczas dubbingu we włoskich wersjach językowych. W 2002 został uhonorowany nagrodą dziennikarzy im. Guglielma Biraghiego. W 2009 otrzymał nagrodę Silver Ribbon dla najlepszego aktora głosowego.
10 lutego 2006 odtwarzał postać księcia renesansu podczas ceremonii otwarcia XX Zimowych Igrzysk Olimpijskich w Turynie.

## Życie osobiste
5 sierpnia 2019, po dwóch latach znajomości, zawarł związek małżeński z Gaią Trussardi, dyrektor kreatywną domu mody Trussardi.

## Filmografia

### Filmy
- 2001: Citroenem ku rewolucji (Alla rivoluzione sulla due cavalli) jako Marco
- 2002: Rejs w nieznane (Swept Away) jako Giuseppe
- 2003: Sindbad: Legenda siedmiu mórz (Sinbad: Legend of the Seven Seas) jako Rat (głos)
- 2004: Jesteś ze mną (Stai con me) jako Nanni
- 2004: Skutki miłości (Le Conseguenze Dell’Amore) jako Valerio
- 2004: Ocean’s Twelve: Dogrywka (Ocean’s Twelve) jako dyrektor muzeum
- 2007: 13 róż (Las 13 rosas) jako Fontenla
- 2007: Dom z koszmarnego snu (Nero bifamiliare) jako Ossobuco
- 2007: Dolina jako Gabriel Ventuza
- 2008: Sandrine nella pioggia jako Lorenzo
- 2008: Zabroniona miłość (Amore proibito, TV)
- 2008: Dom na chmury (La Casa sulle nuvole) jako Michele Raggi
- 2008: Motyle i błyskawica (Butterflies & Lightning)
- 2010: Megamocny (Megamind) jako człowiek metra (głos)
- 2013: Tajemnica zielonego królestwa (Epic) jako Mandragora (głos)
- 2015: Dla waszego dobra (Per amor vostro) jako Michele Migliaccio
- 2021: Sing 2 jako Jimmy Crystal (głos)

### Seriale
- 2002–2008: Kredonia (ChalkZone) jako Kraniacy (głos)
- 2004: Luisa Sanfelice jako Salvato Palmieri / Andrea Sanfelice
- 2006: 48 godzin (48 ore) jako Renato Tenco
- 2008: Tigri di carta jako Gerard
- 2009: Tajemnice wyspy Korei (I segreti dell’isola di Korè) jako Vasco Brandi

### dubbing (włoska wersja językowa)
| Rok    | Tytuł                                                                                         | Rola                           | Aktor w wersji oryginalnej |
| ------ | --------------------------------------------------------------------------------------------- | ------------------------------ | -------------------------- |
| 2003   | Liga najgłupszych dżentelmenów (La gran aventura de Mortadelo)                                | Filemón                        | Pepe Viyuela               |
| 2004   | Lemony Snicket: Seria niefortunnych zdarzeń (Lemony Snicket’s A Series of Unfortunate Events) | Lemony Snicket, narrator       | Jude Law                   |
| 2004   | Złe wychowanie (La mala educación)                                                            | Enrique Goded                  | Fele Martínez              |
| 2005   | Jan Paweł II (Pope John Paul II)                                                              | Karol Wojtyła (w młodości)     | Cary Elwes                 |
| 2005   | Habana Blues                                                                                  | Ruy                            | Alberto Yoel García        |
| 2006   | Straż Dzienna (Дневной дозор)                                                                 | Anton                          | Konstantin Khabensky       |
| 2006   | Droga do Guantanamo (The Road to Guantanamo)                                                  | głos                           | Kieran O’Brien             |
| 2006   | Labirynt fauna (El laberinto del fauno)                                                       | Pedro                          | Roger Casamajor            |
| 2006   | Szlachetny kamień (Il mercante di pietre)                                                     | Alceo                          | Jordi Mollà                |
| 2006   | Miłość. Nie przeszkadzać! (Hors de prix)                                                      | Jean                           | Gad Elmaleh                |
| 2006   | Czarna Dalia (The Black Dahlia)                                                               | agent Dwight „Bucky” Bleichert | Josh Hartnett              |
| 2006   | Candy                                                                                         | Danny                          | Heath Ledger               |
| 2007   | I’m Not There. Gdzie indziej jestem                                                           | Robbie Clark                   | Heath Ledger               |
| 2007   | Goodbye Bafana                                                                                | James Gregory                  | Joseph Fiennes             |
| 2007   | Sto gwoździ (Centochiodi)                                                                     | profesor                       | Raz Degan                  |
| 2008   | Cud w wiosce Santa Anna (Miracle at St. Anna)                                                 | Hector Negron                  | Laz Alonso                 |
| 2008   | Mroczny rycerz (The Dark Knight)                                                              | Joker                          | Heath Ledger               |
| 2008   | 10 000 BC: Prehistoryczna legenda (10.000 BC)                                                 | D’Leh                          | Steven Strait              |
| 2009   | Raj dla par                                                                                   | Salvadore                      | Carlos Ponce               |
| 2009   | Star Trek                                                                                     | kapitan Nero                   | Eric Bana                  |
| 2010   | Fighter                                                                                       | Dicky Eklund                   | Christian Bale             |
| 2012   | Gangster                                                                                      | Forrest Bondurant              | Tom Hardy                  |
| Mistrz | Freddie Quell                                                                                 | Joaquin Phoenix                |                            |
| 2014   | Exodus: Bogowie i królowie                                                                    | Mojżesz                        | Christian Bale             |
| 2014   | Detektyw                                                                                      | detektyw Rustin Cohle          | Matthew McConaughey        |
| 2015   | Zjawa                                                                                         | John Fitzgerald                | Tom Hardy                  |
| 2017   | Gwiezdne wojny: Ostatni Jedi                                                                  | DJ                             | Benicio del Toro           |
| 2018   | Venom                                                                                         | Eddie Brock / Venom            | Tom Hardy                  |
| 2018   | Maria Magdalena                                                                               | Jezus Chrystus                 | Joaquin Phoenix            |
| 2019   | Joker                                                                                         | Arthur Fleck / Joker           | Joaquin Phoenix            |

## Nagrody
| Rok  | Nagroda                                            | Kategoria                                     | Film                          |
| ---- | -------------------------------------------------- | --------------------------------------------- | ----------------------------- |
| 2003 | Złota Malina                                       | Najgorsza ekranowa para z Madonną             | Rejs w nieznane (2002)        |
| 2010 | Nastro d’argento                                   | Reżyser najlepszego filmu krótkometrażowego   | Il gioco (2009)               |
| 2010 | VI Festiwal Filmów Krótkometrażowych w Nowym Jorku | Nagroda publiczności                          | Il gioco (2009)               |
| 2010 | VI Festiwal Filmów Krótkometrażowych w Nowym Jorku | Najlepszy film krótkometrażowy w języku obcym | Il gioco (2009)               |
| 2011 | Busto Arsizio Film Festival                        | Najlepszy aktor                               | Sandrine nella pioggia (2008) |